# Kgoro
Kgoro – wieś w Botswanie w dystrykcie Southern. Według spisu ludności z 2011 roku wieś liczyła 711 mieszkańców.